# Brezovica pri Borovnici
Brezovica pri Borovnici (Duits: Latschenberg) is een plaats in Slovenië en maakt deel uit van de gemeente Borovnica in de NUTS-3-regio Osrednjeslovenska. De plaats telde 222 inwoners op 1 januari 2020.